# Kamienica przy ulicy Kościuszki 5 w Katowicach
Kamienica przy ulicy T. Kościuszki 5 w Katowicach – kamienica mieszkalno-usługowa, znajdująca się Śródmieściu Katowic, przy ulicy Tadeusza Kościuszki 5. Powstała on w XIX wieku w stylu historyzmu.

## Historia
Obiekt wraz z zabudową pochodzi z XIX wieku. Na zlecenie właścicielki kamienicy Niny Warzechy w 1887 roku został sporządzony projekt przebudowy komórek gospodarczych. W roku 1902 ówczesny właściciel budynku – Michael Brisch Kaufmann zlecił wykonanie projektu wyburzenia ścian na parterze w celu powiększenia lokalu usługowego. W 1935 roku jako właściciel budynku występował Alfons Wojtynek. W tym czasie w oficynie mieściła się Spółka Akcyjna Przemysłu Elektrycznego „Czechowice".

## Architektura
Budynek wybudowany w stylu historyzmu, trzykondygnacyjny o fasadzie siedmioosiowej. Okna drugiej i trzeciej kondygnacji w obramieniach, zwieńczone naczółkami trójkątnymi i odcinkowymi, w trzeciej kondygnacji zwieńczone gzymsem nadokiennym. Parapety, naczółki i gzymsy nadokienne wsparte na konsolkach. Pomiędzy oknami drugiej i trzeciej oraz piątej i szóstej osi znajdują się ozdobne płyciny ze scenkami płaskorzeźbionymi. Gzyms wieńczący wsparty na konsolach. Parter przekształcony, pierwotnie boniowany.

Ozdobne płyciny na elewacji kamienicy
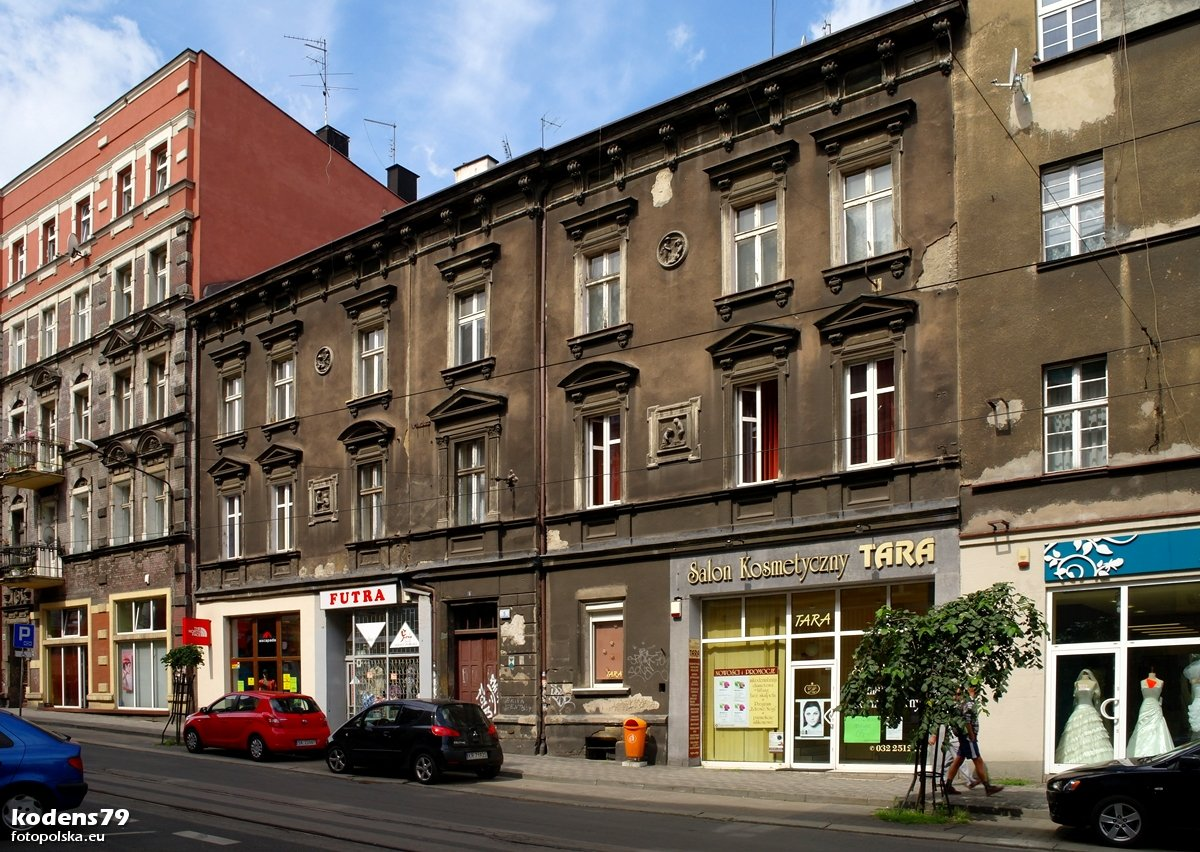
Kamienica od frontu (2013)
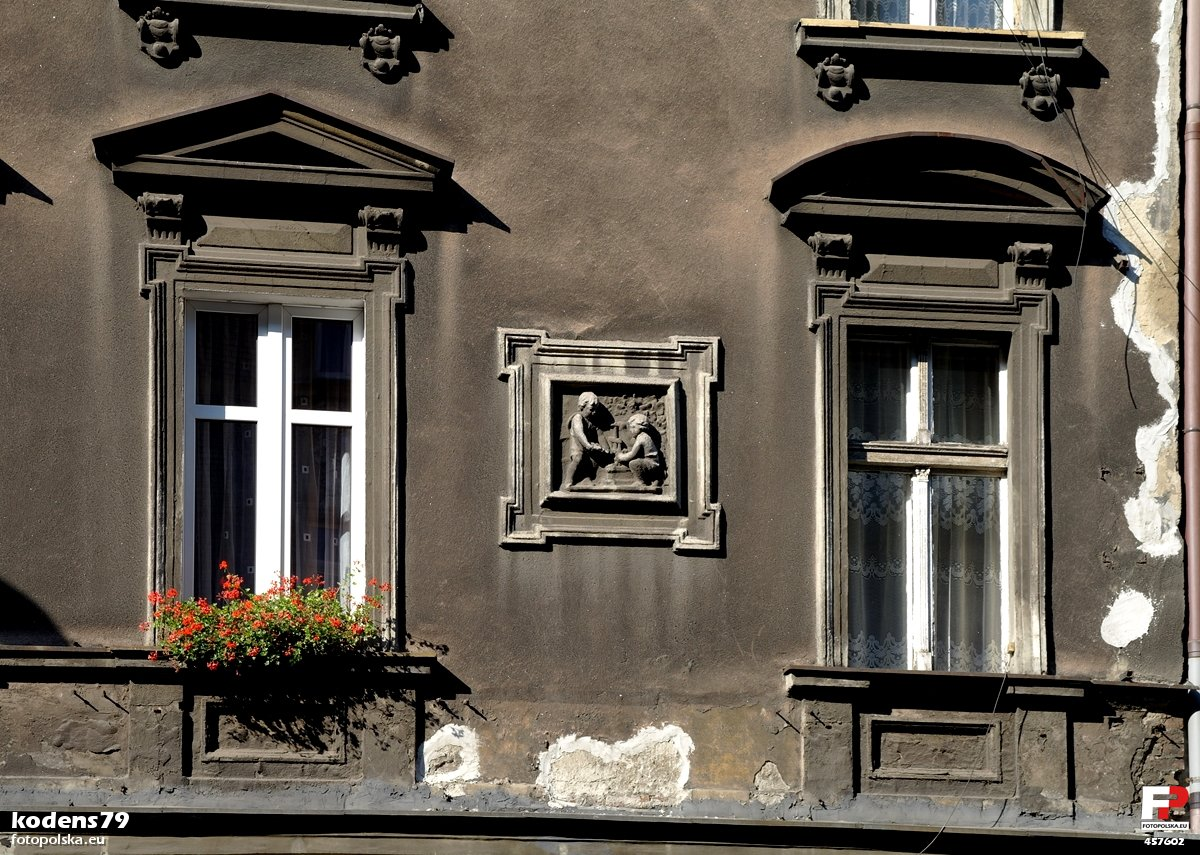
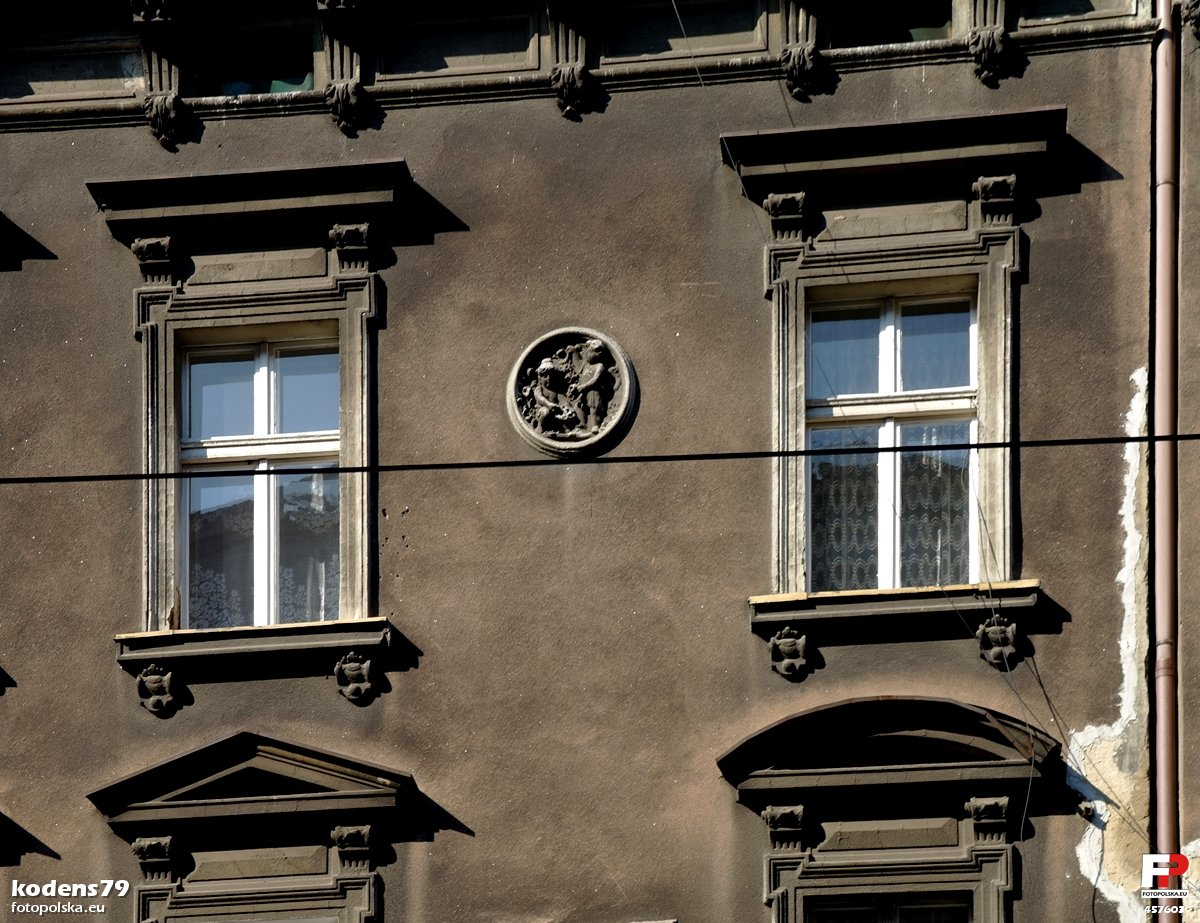
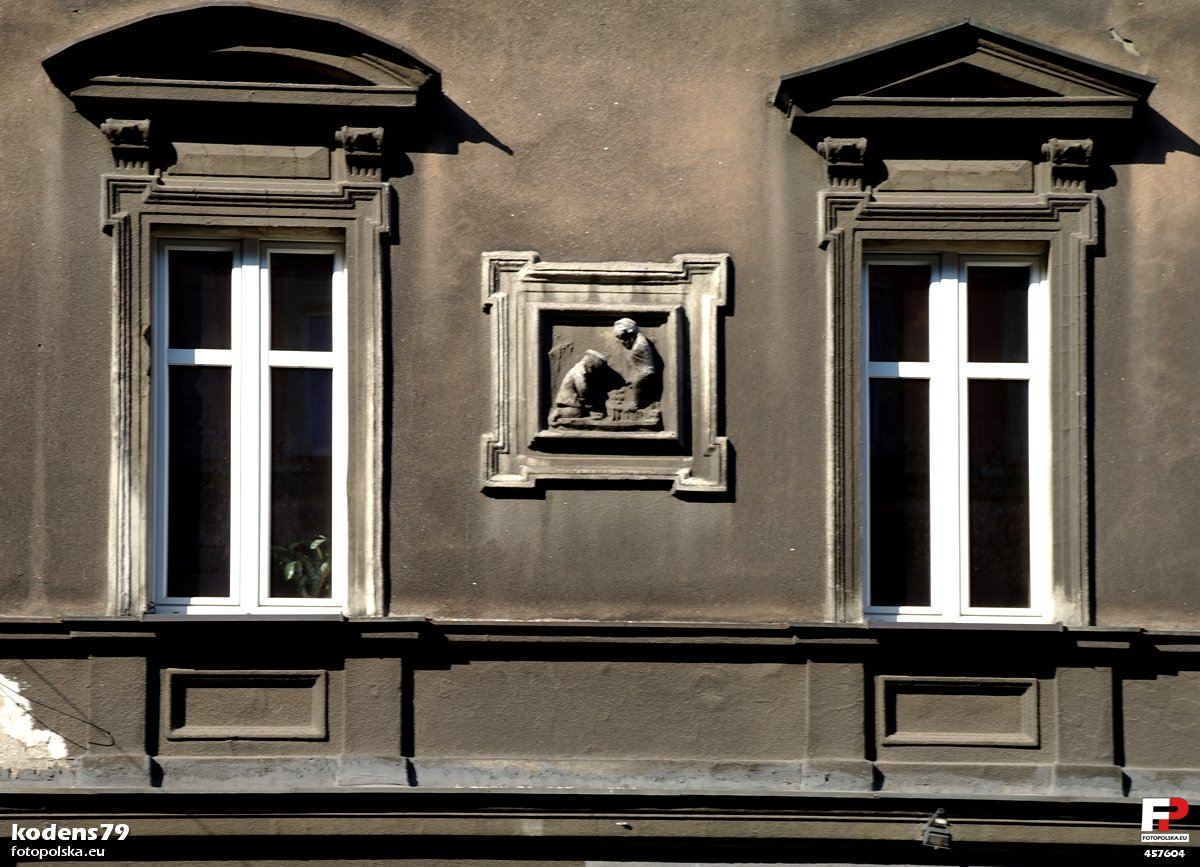
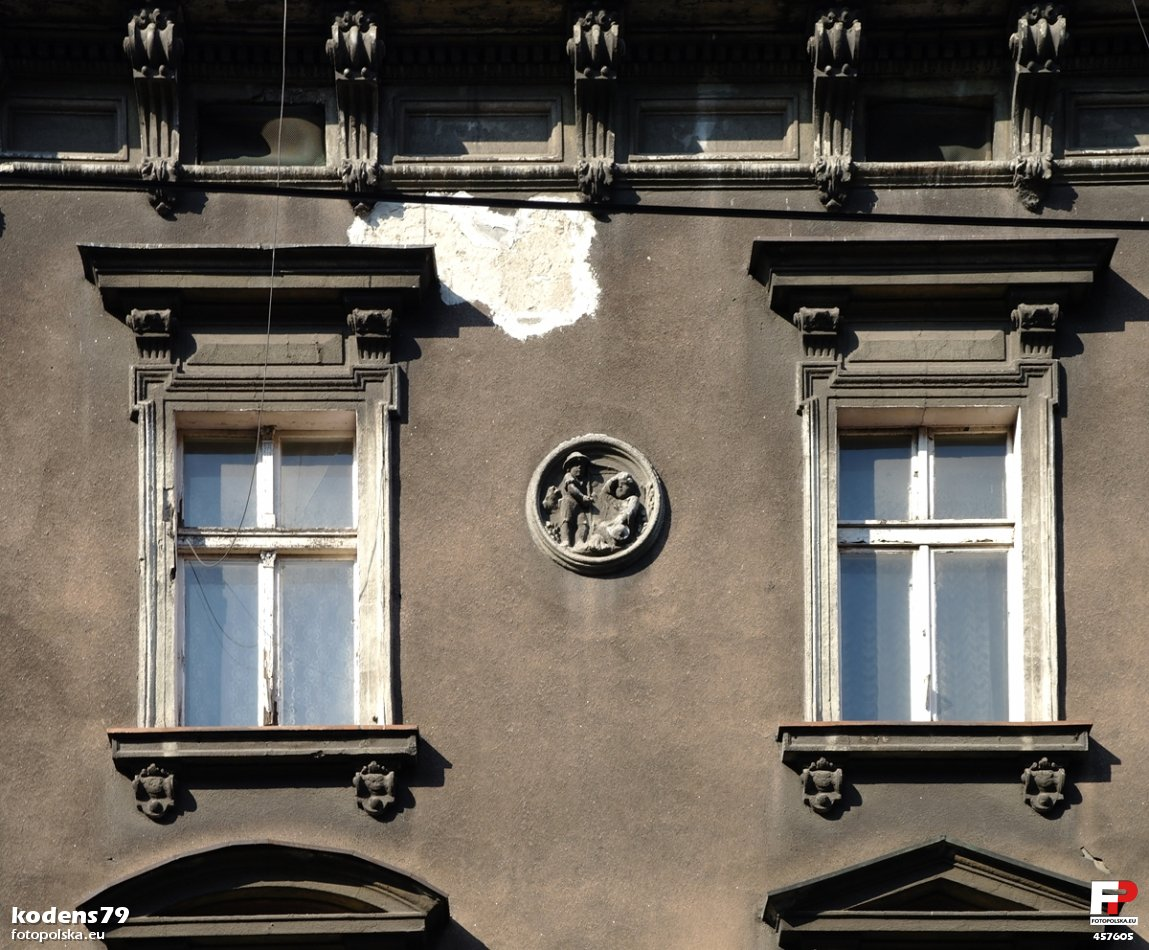